# Monotropus staudingeri
Monotropus staudingeri är en skalbaggsart som beskrevs av Ludwig Wilhelm Schaufuss 1861. Monotropus staudingeri ingår i släktet Monotropus och familjen Melolonthidae. Inga underarter finns listade i Catalogue of Life.